# كياي ماجا

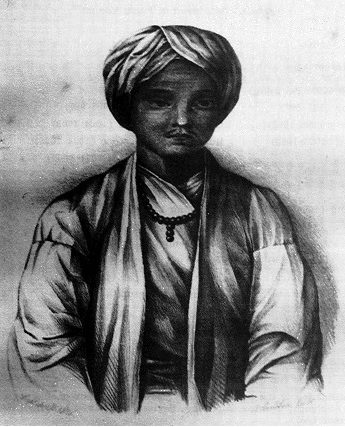
كياي ماجا

مسلم محمد خليفة والمعروف باسم كياي ماجا أو كياي موجو (ولد 1792م في مدينة سولو في جاوة الوسطى) هو عالم دين إسلامي عارض حركة الردة بين النبلاء والسلاطين فترة الحكم الاستعماري الهولندي.

## الأسرة
كان والد كياي ماجا (Kyai Baderan/Iman Abdul Ngarip) رجل دين في قرية بادران ومودجو. وتقع القرية في منطقة باجانغ وهي تابعة لملك سوراكرتا. والدة كياي ماجا (R.A. Mursilah) هي أخت السلطان هامنجكوبونو الثالث. كل من والده وأمه من النبلاء، فوالده هو سليل العائلة المالكة في سوراكارتا الذي اختار تكريس نفسه للدعوة إلى الإسلام. فلذلك على الرغم من أن أبويه كانوا من النبلاء فقد نشأ كياي ماجا خارج القصر.
الأمير ديبونيجورو يعد ابن خال كياي ماجا حيث أن ديبونيجورو هو الابن الأكبر للسلطان هامنجكوبونو الثالث من زوجته المحظية، تماما مثل كياي ماجا، عاش ديبونيجورو أيضا خارج القصر منذ أن كان طفلا. أصبحت العلاقة الأسرية بين الاثنين أقوى بعد زواج كياي ماجا من أرملة هامنجكوبونو الثاني الذي لم يكن سوى عم ديبونيجورو. فلذلك كان الأمير ديبونيجورو يدعى كياي ماجا ب«العم» على الرغم من أنه ابن خالته. 

## الدعوة الإسلامية
أساس المعرفة الدينية لكياي ماجا جاءت من والده، الذي كان من العلماء الكبار. بعد أداء فريضة الحج، استقر كياي ماجا في مكة. بعد عودته من الأرض المقدسة، واصل دور والده في إدارة المدرسة الداخلية الاسلامية (بيسنترين) في قريته وتمكن من جمع ما يكفي من أتباعه. جنبا إلى جنب مع طلابه، نظم كياي ماجا حركة مناهضة للردة التي كانت منتشرة بين النبلاء الملكيين. كان لدى كياي ماجا أيضًا حلمًا بأن جاوة ستتم إدارتها ذات يوم من قبل حكومة قائمة على الشريعة الإسلامية. وهذا هو ما وعد به الأمير ديبونيجورو بحيث كان كيا ماجا وأتباعه على استعداد للانضمام لمواجهة الهولنديين في حرب جاوة.

## حرب جاوة

### تعاونه مع ديبونيجورو
انضم كياي ماجا من اليوم الأول حيثما وصلت قوات ديبونيجورو إلى يوغياكارتا لتنفيذ تكتيكات حرب العصابات ضد الهولنديين. كما كان الممثل لديبونيجورو في مفاوضات مهمة مع هولندا في 29 أغسطس 1827 في كلاتن.
في جهوده الدبلوماسية، قدم كياي ماجا صراحة عددًا من المطالب. كما نجح في تغيير نموذج المقاومة ضد الغزاة الهولنديين من تسمية «المتمردين» إلى «الشهداء» أو الجهاد ضد الكفار وأعداء للإسلام.
كان له دور كبير في إشعال الحماس والدعوة إلي الجهاد، منذ انضمامه إلى ديبونيجورو، تمكن كياي ماجا من تجنيد العديد من الشخصيات المؤثرة، بما في ذلك 88 كياي من القرى و 11 شيخًا و 18 من مسؤولي الشؤون الدينية و15 معلما للقرآن الكريم، وكذلك العشرات من العلماء من مدن عدة، وكذلك الطالبات.

### انفصاله عن ديبونيجورو
بعد كفاحهم سويًا لمدة ثلاث سنوات تقريبًا، بدأ كياي ماجا في الاختلاف عندما بدأ الأمير ديبونيجورو في استخدام أساليب اعتبرها كياي ماجا منحرفة عن الإسلام لجذب تعاطف الناس من أجل زيادة قوته. استخدم ديبونيجورو المشاعر الثقافية الجاوية من خلال المفاهيم الاسطورية والروحانية ك مفهوم «راتو عادل» أو مخلص العالم في حملته لتجنيد القوات. ومما قاله ديبونيجورو بأنه تحمل واجب الله المقدس الذي تلقاه أثناء تأمله. ووصف نفسه بألقاب تشريفية وجعل نفسه في مكانة تعادل الأنبياء، خُدم الأمير ديبونيجورو من قبل أتباعه مثل الملك. على الرغم من أنه يرتدي في كثير من الأحيان رداء أبيض، إلا أنه لديه أيضًا مجموعة خاصة من العناصر الفاخرة مثل خنجر كريس والخيول وغيرها. غالبًا ما يبرز ديبونيجورو أسلوب وخصائص المملكة، بما في ذلك مظلة حراسه الشخصيين مع مظلات مطلية بالذهب في كل مظهر.
اختلف كياي ماجا مع الشعارات الذي رفعها ابن خاله. فقد اعتبر أن ديبونيجورو قد خرق وعده بتشكيل حكومة تتوافق مع التعاليم الإسلامية، وأنه كان طموحًا بإنشاء مملكة منافسة في جاوة. وبالنهاية، اقترح ديبونيجورو أن يتوقف كياي ماجا عن القتال. أخيرًا، اتخذ كياي ماجا مبادرة للقاء الهولنديين لإجراء مفاوضات لإنهاء الحرب، في الاجتماع الذي عُقد في 25 أكتوبر 1828، عرض الهولنديون على كياي ماجا بأن يتم منح أراض لديبونيجورو، أوبعبارة أخرى، إن ديبونيجورو سيحصل على حصص كملك جديد في جاوة. قال كياي ماجا إذا حدث ذلك، فسوف يرحب به ديبونيجورو وستنتهي الحرب. يشير البيان إلى التصور القائل بأن كياي ماجا تيقن بالفعل بأن ديبونيجورو يتطلع إلى لقب ملك جاوي ويريد قيادة مملكة جديدة حتى وإن لم يكن مع نظام حكم إسلامي.

## الاعتقال والنفي
وفي 12 نوفمبر، 1828، تم نصب كمين من قبل الهولنديين لكياي ماجا وأتباعه في منطقة ملانجي، سليمان، بالقرب من نهر بيدوق، ثم نقلوا إلى سالاتيغا. خلال توقيفه، دعا كياي ماجا إلى إطلاق سراح أتباعه وقبول أي قرار هولندي ضده. منحته هولندا هذا الطلب ولم تترك سوى كياي مادجا وشركائه المقربين والعديد من الشخصيات المؤثرة، في حين تم إطلاق سراح معظم أتباعه. فقط في 17 نوفمبر 1828، تم إرسال كياي ماجا وأولئك الذين ما زالوا يرافقونه إلى باتافيا (جاكرتا) وتقرر أن يتم نفيهم إلى توندانو، ميناهاسا، سولاوسي الشمالية.
خلال فترة منفاه، أسس قرية توندانو الجاوية في ميناهاسا وأقام «مسجد الفلاح» وواصل كياي ماجا الوعظ والدعوة للإسلام وكان بداية دخول الإسلام في ميناهاسا. ظل بالمنفى حتى وفاته في 20 ديسمبر 1849 عن عمر يناهز 57 عامًا. انتهت الحرب الجاوية بعد عامين من رحيل كياي ماجا من جبش ديبونيجورو.